# Gerhard Schwarz (Politiker)
Gerhard Schwarz (* 3. Dezember 1919 in Berlin; † 15. März 1992 ebenda) war ein deutscher Politiker (SPD).
Gerhard Schwarz war Sohn eines Porzellandrehers und besuchte eine Oberrealschule in Berlin-Moabit, die er mit der mittleren Reife abschloss. Er machte 1938 eine Lehre als technischer Kaufmann und bestand die Kaufmannsgehilfenprüfung. 1939 musste er zum Reichsarbeitsdienst und wurde anschließend von der Wehrmacht eingezogen. Noch während des Krieges legte er 1943 das Abitur als Externer ab.
Nach dem Zweiten Weltkrieg trat Schwarz 1946 der SPD bei. Er studierte an der Humboldt-Universität zu Berlin Jura und wechselte 1948 zur Freien Universität, wo er 1951 das 1. juristische Staatsexamen abschloss. 1954 absolvierte er das 2. Staatsexamen und wurde Rechtsanwalt, später ab 1965 auch als Notar. Bei der Berliner Wahl 1963 wurde Schwarz in die Bezirksverordnetenversammlung im Bezirk Zehlendorf gewählt. Da Paul Fleischmann gestorben war, rückte er im Juni 1965 in das Abgeordnetenhaus von Berlin nach. Mit dem Ende der Legislaturperiode im März 1967 wurde er erneut Bezirksverordneter in Zehlendorf, dort war er zeitweise Fraktionsvorsitzender.